# Кучаев, Константин Витальевич
Константи́н Вита́льевич Куча́ев (род. 18 марта 1998, Рязань) — российский футболист, полузащитник клуба «Ростов».

## Клубная карьера
Начал заниматься футболом в рязанской школе ДЮСШ ЦСК:
«В футбол попал на самом деле случайно. Тренер пришел к нам в класс, где я учился, и просто предложил прийти к нему на занятие. И все пошли заниматься, не понимая, куда и зачем мы идем — просто так, чтобы занять свободное время».

### ЦСКА (Москва)

#### Сезон 2016/17
2 апреля 2017 года в домашнем матче 21-го тура против «Крыльев Советов» дебютировал за ЦСКА в чемпионате России, выйдя на замену на 85-й минуте вместо Александра Головина, тем самым став 233-м игроком, выходившим на поле в составе ЦСКА в чемпионатах России. 12 мая принял участие в матче чемпионате России против тульского «Арсенала» (3:0), выйдя на замену в конце матча. 18 мая 2017 года подписал новый контракт с ЦСКА до конца сезона 2019/20. По итогам сезона 2016/17 вместе с ЦСКА завоевал серебряные медали чемпионата России.

#### Сезон 2017/18
12 сентября 2017 года дебютировал в Лиге чемпионов, выйдя в концовке матча против «Бенфики» (1:2). 27 сентября 2017 года в рамках группового этапа Лиги чемпионов на 90-й минуте забил гол в ворота «Манчестер Юнайтед» (1:4), который стал дебютным для Кучаева за ЦСКА. 13 февраля 2018 года дебютировал в Лиге Европы, выйдя в стартовом составе в матче 1/16 финала против «Црвены Звезды». 6 мая 2018 года в матче с тульским «Арсеналом» (6:0) получил разрыв крестообразной связки левого колена. По итогам сезона 2017/18 вместе с ЦСКА завоевал серебряные медали чемпионата России.

#### Сезон 2018/19
Перед началом сезона сменил игровой номер, начиная выступать под 20-м номером. 23 ноября 2018 года в 15-м туре чемпионата России 2018/2019 против «Ахмата» впервые после травмы вышел на поле в официальном матче. В декабре получил травму мениска и выбыл до конца сезона. В феврале 2019 года вернулся в расположение команды.

#### Сезон 2019/20
4 сентября 2019 года в 4-м туре чемпионата России 2019/2020 против «Рубина» впервые после травмы вышел на поле в официальном матче. 17 декабря 2019 года продлил контракт с ЦСКА до 2023 года.
1 апреля 2020 года принял участие в киберспортивном дерби между ЦСКА и «Спартаком», которое состоялось в прямом эфире федерального телеканала «Матч ТВ». Армейцы победили со счетом 2:1. Управлять виртуальными игроками ЦСКА Кучаеву помогал Фёдор Чалов.

#### Сезон 2020/21
8 августа 2020 года в матче 1-го тура чемпионата России против «Химок» (2:0) забил свой первый гол в РПЛ. В первых шести матчах чемпионата России забил четыре гола, благодаря чему был признан лучшим игроком РПЛ в августе.
В декабре 2020 года получил травму мениска левого коленного сустава и пропустил пару матчей чемпионата.
8 мая 2021 года принял участие в матче чемпионата России против «Краснодара» (3:1). Эта встреча стала для Кучаева 100-й в составе основной команды ЦСКА.

#### Сезон 2021/22
23 сентября 2021 года в матче группового этапа Кубка России против ижевского «Зенита» (0:4) забил первый гол в сезоне и дебютный в Кубке России.
26 января 2022 года перешёл в «Рубин» на правах аренды до конца сезона. 28 февраля в матче чемпионата России против «Зенита» (3:2) дебютировал за «Рубин». 20 марта забил дебютный гол за казанскую команду, поразив ворота ЦСКА (6:1). 30 июня 2022 года по завершении аренды вернулся в ЦСКА.

#### Сезон 2022/23
31 июля 2022 года в матче чемпионата России против «Пари НН» (2:2) отметился забитым мячом. 6 августа забил гол в ворота «Факела» (4:1). 28 сентября в матче группового этапа Кубка России против «Сочи» (2:1) забил первый гол в игре. 1 октября в матче чемпионата России против «Химок» (1:2) отметился двумя голевыми передачами на Фёдора Чалова, который оформил дубль. Этот матч стал 100-м для Кучаева в чемпионатах России. По итогам сезона 2022/23 вместе с ЦСКА завоевал серебряные медали чемпионата России. 11 июня 2023 года стал обладателем Кубка России.

#### Сезон 2023/24
15 сентября 2023 года попал в номинанты на премию Джентльмен года.

### «Пари Нижний Новгород»
22 февраля 2024 года расторг контракт с ЦСКА по взаимному согласию сторон и перешёл в «Пари Нижний Новгород», подписав контракт до конца сезона 2023/24. 3 марта в матче чемпионата России против «Факела» (1:1) дебютировал за нижегородскую команду, отметившись голевой передачей. 29 мая и 1 июня 2024 года принял участие в стыковых матчах против тульского «Арсенала» (первый матч 1:2, ответный матч 0:2 (3:2 общий счёт)). 20 июня 2024 года Кучаев покинул «Пари Нижний Новгород» в связи с окончанием контракта.

### «Ростов»
20 июня 2024 года перешёл в «Ростов» на правах свободного агента. 20 июля 2024 года в матче чемпионата России против ЦСКА (0:0) дебютировал за «Ростов», выйдя на замену во втором тайме. 13 августа в матча 2-го тура группового этапа Кубка России против «Химок» (3:1) забил дебютный гол за «Ростов». 20 апреля 2025 года в матче чемпионата России против «Факела» (2:0) Кучаев забил дебютный мяч в РПЛ.

## Карьера в сборной
Выступал за юношескую сборную России. За молодёжную сборную дебютировал в товарищеском матче против сборной Италии в ноябре 2017 года. Принимал участие в матчах сборной в отборочном цикле к молодёжному чемпионату Европы 2021 года. 9 октября 2020 года забил свой первый гол за молодёжную сборную в матче против Эстонии.
2 ноября 2020 года получил вызов в главную сборную для подготовки к матчам с Молдавией, Турцией и Сербией. 12 ноября провёл дебютную игру за сборную, выйдя на замену вместо Алексея Ионова во втором тайме товарищеского матча с Молдавией (0:0).

## Личная жизнь
В начале 2020 года стало известно, что Кучаев состоит в отношениях с фигуристкой Еленой Радионовой. 31 декабря 2022 года пара объявила о помолвке.

## Статистика

### Клубная
| Выступление          | Выступление      | Выступление      | Лига | Лига | Кубки | Кубки | Другие | Другие | Еврокубки | Еврокубки | Итого | Итого |
| Клуб                 | Лига             | Сезон            | Игры | Голы | Игры  | Голы  | Игры   | Голы   | Игры      | Голы      | Игры  | Голы  |
| -------------------- | ---------------- | ---------------- | ---- | ---- | ----- | ----- | ------ | ------ | --------- | --------- | ----- | ----- |
| ЦСКА (Москва)        | Премьер-лига     | 2016/17          | 2    | 0    | 0     | 0     | —      | —      | 0         | 0         | 2     | 0     |
| ЦСКА (Москва)        | Премьер-лига     | 2017/18          | 21   | 0    | 1     | 0     | —      | —      | 12        | 1         | 34    | 1     |
| ЦСКА (Москва)        | Премьер-лига     | 2018/19          | 3    | 0    | 0     | 0     | —      | —      | 2         | 0         | 5     | 0     |
| ЦСКА (Москва)        | Премьер-лига     | 2019/20          | 25   | 0    | 3     | 0     | —      | —      | 6         | 0         | 34    | 0     |
| ЦСКА (Москва)        | Премьер-лига     | 2020/21          | 21   | 6    | 0     | 0     | —      | —      | 4         | 0         | 25    | 6     |
| ЦСКА (Москва)        | Премьер-лига     | 2021/22          | 13   | 0    | 2     | 1     | —      | —      | —         | —         | 15    | 1     |
| ЦСКА (Москва)        | Премьер-лига     | 2022/23          | 14   | 2    | 9     | 1     | —      | —      | —         | —         | 23    | 3     |
| ЦСКА (Москва)        | Премьер-лига     | 2023/24          | 12   | 0    | 2     | 0     | 1      | 0      | —         | —         | 15    | 0     |
| ЦСКА (Москва)        | Итого            | Итого            | 111  | 8    | 17    | 2     | 1      | 0      | 24        | 1         | 153   | 11    |
| → Рубин              | Премьер-лига     | 2021/22          | 9    | 1    | 1     | 0     | —      | —      | —         | —         | 10    | 1     |
| → Рубин              | Итого            | Итого            | 9    | 1    | 1     | 0     | —      | —      | —         | —         | 10    | 1     |
| Пари Нижний Новгород | Премьер-лига     | 2023/24          | 9    | 0    | 0     | 0     | 2      | 0      | —         | —         | 11    | 0     |
| Пари Нижний Новгород | Итого            | Итого            | 9    | 0    | 0     | 0     | 2      | 0      | —         | —         | 11    | 0     |
| Ростов               | Премьер-лига     | 2024/25          | 16   | 1    | 9     | 1     | —      | —      | —         | —         | 25    | 2     |
| Ростов               | Итого            | Итого            | 16   | 1    | 9     | 1     | 0      | 0      | —         | —         | 25    | 2     |
| Всего за карьеру     | Всего за карьеру | Всего за карьеру | 145  | 10   | 27    | 3     | 3      | 0      | 24        | 1         | 199   | 14    |

1. ↑  Суперкубок России, Стыковые матчи за право играть в Премьер-лиге.

### Матчи за сборную
| Матчи и голы Константина Кучаева за сборную России | Матчи и голы Константина Кучаева за сборную России | Матчи и голы Константина Кучаева за сборную России | Матчи и голы Константина Кучаева за сборную России | Матчи и голы Константина Кучаева за сборную России | Матчи и голы Константина Кучаева за сборную России | Матчи и голы Константина Кучаева за сборную России |
| №                                                  | Дата                                               | Оппонент                                           | Счёт                                               | Голы                                               | Турнир                                             |                                                    |
| -------------------------------------------------- | -------------------------------------------------- | -------------------------------------------------- | -------------------------------------------------- | -------------------------------------------------- | -------------------------------------------------- | -------------------------------------------------- |
| 1                                                  | 12 ноября 2020                                     | Молдавия                                           | 0:0                                                | —                                                  | Товарищеский матч                                  |                                                    |

Итого за национальную сборную: 1 матч / 0 голов; 0 побед, 1 ничья, 0 поражений.
| Матчи и голы Константина Кучаева за молодёжную сборную России | Матчи и голы Константина Кучаева за молодёжную сборную России | Матчи и голы Константина Кучаева за молодёжную сборную России | Матчи и голы Константина Кучаева за молодёжную сборную России | Матчи и голы Константина Кучаева за молодёжную сборную России | Матчи и голы Константина Кучаева за молодёжную сборную России | Матчи и голы Константина Кучаева за молодёжную сборную России |
| №                                                             | Дата                                                          | Оппонент                                                      | Счёт                                                          | Голы                                                          | Турнир                                                        |                                                               |
| ------------------------------------------------------------- | ------------------------------------------------------------- | ------------------------------------------------------------- | ------------------------------------------------------------- | ------------------------------------------------------------- | ------------------------------------------------------------- | ------------------------------------------------------------- |
| 1                                                             | 14 ноября 2017                                                | Италия (до 21)                                                | 2:3                                                           | —                                                             | Товарищеский матч                                             |                                                               |
| 2                                                             | 27 марта 2018                                                 | Гибралтар (до 21)                                             | 5:0                                                           | —                                                             | Отборочные матчи МЧЕ-2019                                     |                                                               |
| 3                                                             | 6 сентября 2019                                               | Сербия (до 21)                                                | 1:0                                                           | —                                                             | Отборочные матчи МЧЕ-2021                                     |                                                               |
| 4                                                             | 10 сентября 2019                                              | Болгария (до 21)                                              | 0:0                                                           | —                                                             | Отборочные матчи МЧЕ-2021                                     |                                                               |
| 5                                                             | 15 октября 2019                                               | Эстония (до 21)                                               | 5:0                                                           | —                                                             | Отборочные матчи МЧЕ-2021                                     |                                                               |
| 6                                                             | 15 ноября 2019                                                | Латвия (до 21)                                                | 2:0                                                           | —                                                             | Отборочные матчи МЧЕ-2021                                     |                                                               |
| 7                                                             | 19 ноября 2019                                                | Сербия (до 21)                                                | 2:0                                                           | —                                                             | Отборочные матчи МЧЕ-2021                                     |                                                               |
| 8                                                             | 4 сентября 2020                                               | Болгария (до 21)                                              | 2:0                                                           | —                                                             | Отборочные матчи МЧЕ-2021                                     |                                                               |
| 9                                                             | 8 сентября 2020                                               | Польши (до 21)                                                | 0:1                                                           | —                                                             | Отборочные матчи МЧЕ-2021                                     |                                                               |
| 10                                                            | 9 октября 2020                                                | Эстония (до 21)                                               | 4:0                                                           | 1                                                             | Отборочные матчи МЧЕ-2021                                     |                                                               |
| 11                                                            | 13 октября 2020                                               | Латвия (до 21)                                                | 4:1                                                           | 1                                                             | Отборочные матчи МЧЕ-2021                                     |                                                               |

Итого за молодёжную сборную: 11 матчей / 2 гола; 8 побед, 1 ничья, 2 поражения.

## Достижения

### Командные
ЦСКА
- Обладатель Кубка России: 2022/23
- Серебряный призёр чемпионата России (3): 2016/17, 2017/18, 2022/23

### Личные
- Лучший игрок месяца в РПЛ: август 2020